# Burgena diserta
Burgena diserta là một loài bướm đêm trong họ Noctuidae.